# George von Weiher
George von Weiher (* 6. September 1704; † 1760 in Langfuhr) war ein preußischer Adliger. Er war von 1750 bis 1760 Oberhauptmann der Lande Lauenburg und Bütow.
Er war ein Angehöriger der in Pommern und in Polnisch Preußen ansässigen adligen Familie von Weiher. Sein Vater Heinrich Christoph von Weiher (* 1661; † 1719) war Erbherr auf Wussow und Major in polnischen Diensten. Seine Mutter war eine geborene Bartsch von Demuth.
George von Weiher war polnischer Kammerherr, Starost von Baldenburg und Erbherr auf Buckowin, Wussow und Landechow sowie auf Langfuhr bei Danzig. 1751 ernannte König Friedrich II. ihn als Nachfolger von Philipp Otto von Grumbkow zum Oberhauptmann der Lande Lauenburg und Bütow. Die im Osten Pommerns gelegenen Lande Lauenburg und Bütow hatten als Lehen der Krone Polens eine Sonderstellung in Brandenburg-Preußen, unter anderem einen eigenen Oberhauptmann. Die Ritterschaft der Lande begrüßte seine Ernennung, weil er ein Einheimischer war und neben der deutschen auch die heimische kaschubische Sprache beherrschte.
In erster Ehe war er mit Charlotte Margarete Idea von Weiher verheiratet. Aus seiner zweiten Ehe mit Henriette Sophie Louise, einer geborenen von Krockow, gingen drei Söhne hervor, darunter Ernst Carl Ludwig von Weiher (* 1751; † 1814) und Moritz Heinrich von Weiher (* 1754; † 1822), die nacheinander Landrat des Lauenburg-Bütowschen Kreises wurden. Die Witwe heiratete in zweiter Ehe den polnischen Generalmajor Heinrich von der Goltz.